# Gillian Freeman
Gillian Freeman (Londra, 5 dicembre 1929 – Londra, 23 febbraio 2019) è stata una scrittrice e insegnante inglese.

## Biografia
Nacque da una famiglia di discendenza ebraica: suo padre Jack Freeman era un dentista di professione.
Si laureò in lingua inglese e poi in filosofia all'Università di Reading.
Successivamente lavorò come insegnante a East End, nonché come copista e reporter.
Gillian sposò nel 1955 il romanziere Edward Thorpe, con cui ebbe in seguito le figlie attrici Harriet e Matilda: sempre nel 1955 pubblicò il suo primo romanzo, The Liberty Man.
Da anni preda della demenza, morì il 23 febbraio 2019 per un attacco cardiaco.